# Griselinia littoralis
Griselinia littoralis är en tvåhjärtbladig växtart som först beskrevs av och fick sitt nu gällande namn av Étienne Fiacre Louis Raoul.
Griselinia littoralis ingår i släktet Griselinia och familjen Griseliniaceae. Inga underarter finns listade i Catalogue of Life.

## Bildgalleri

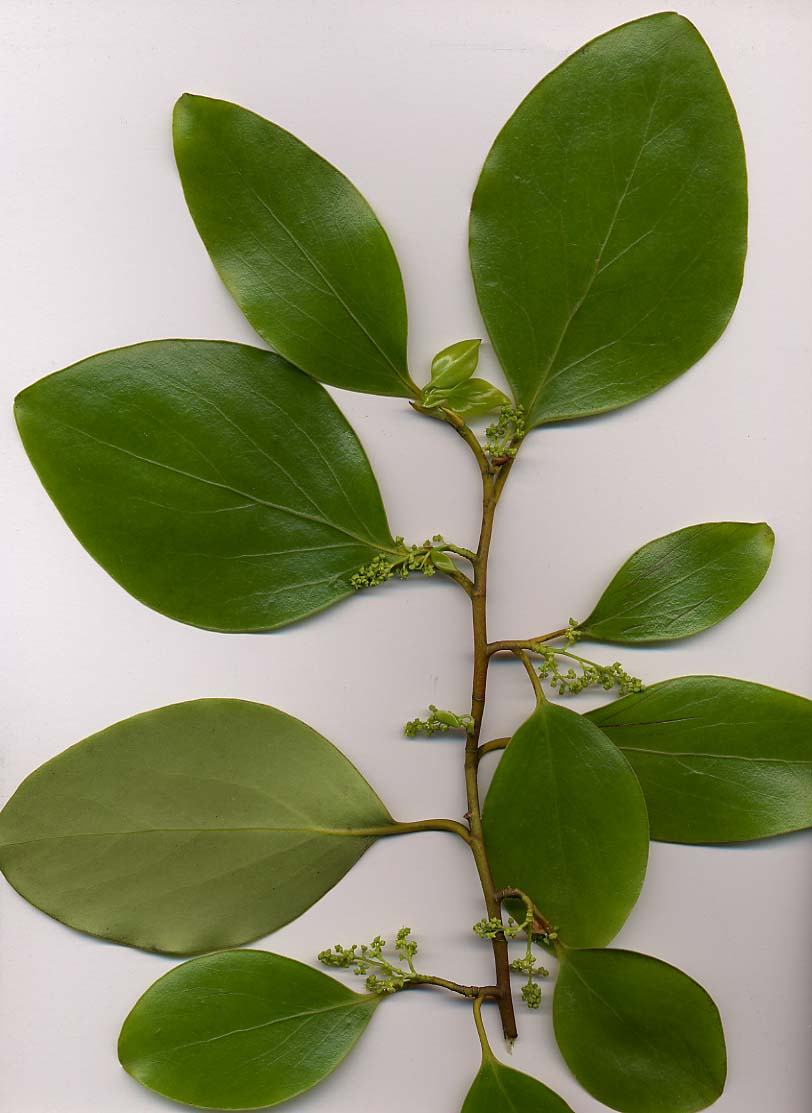
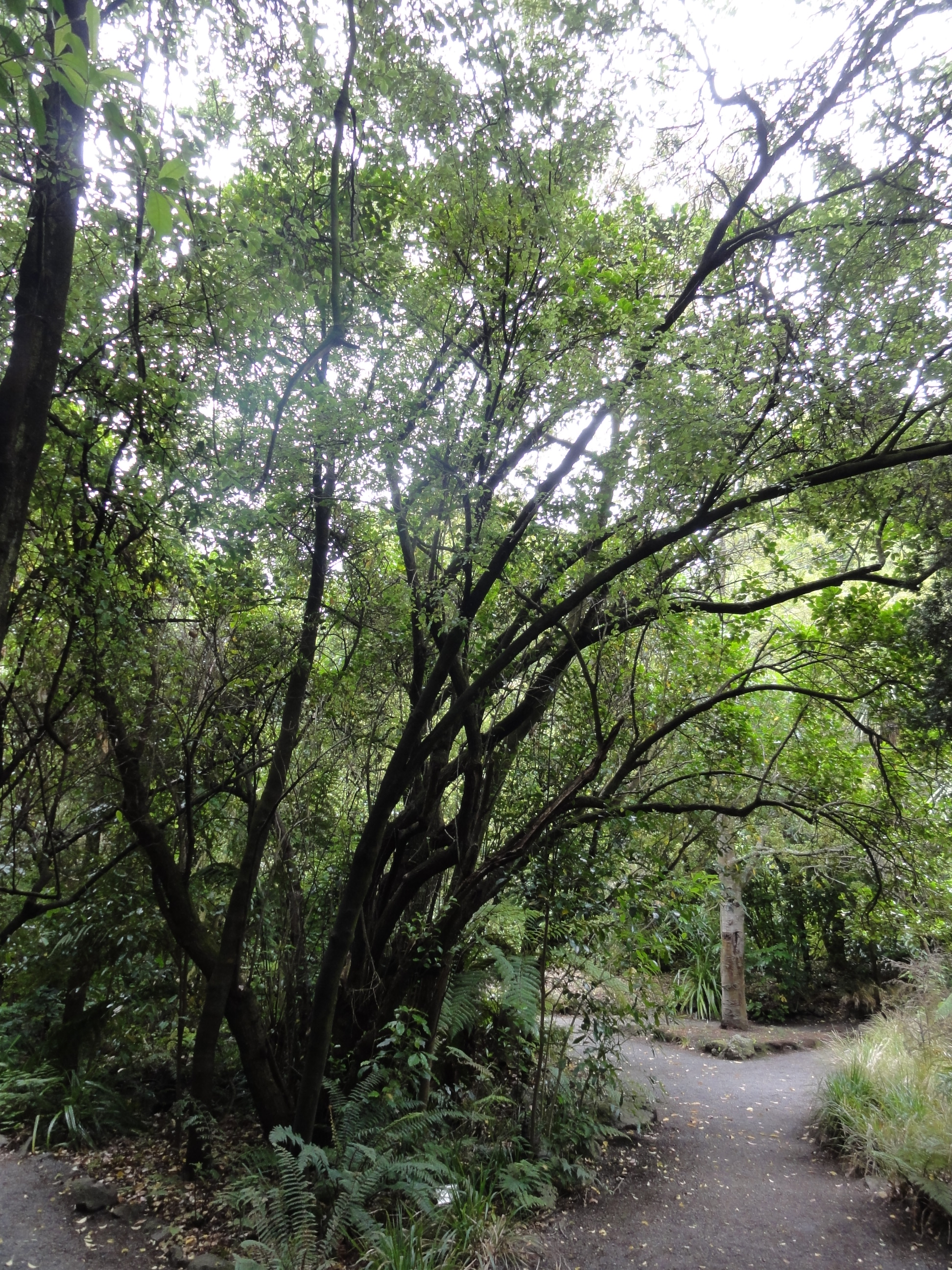
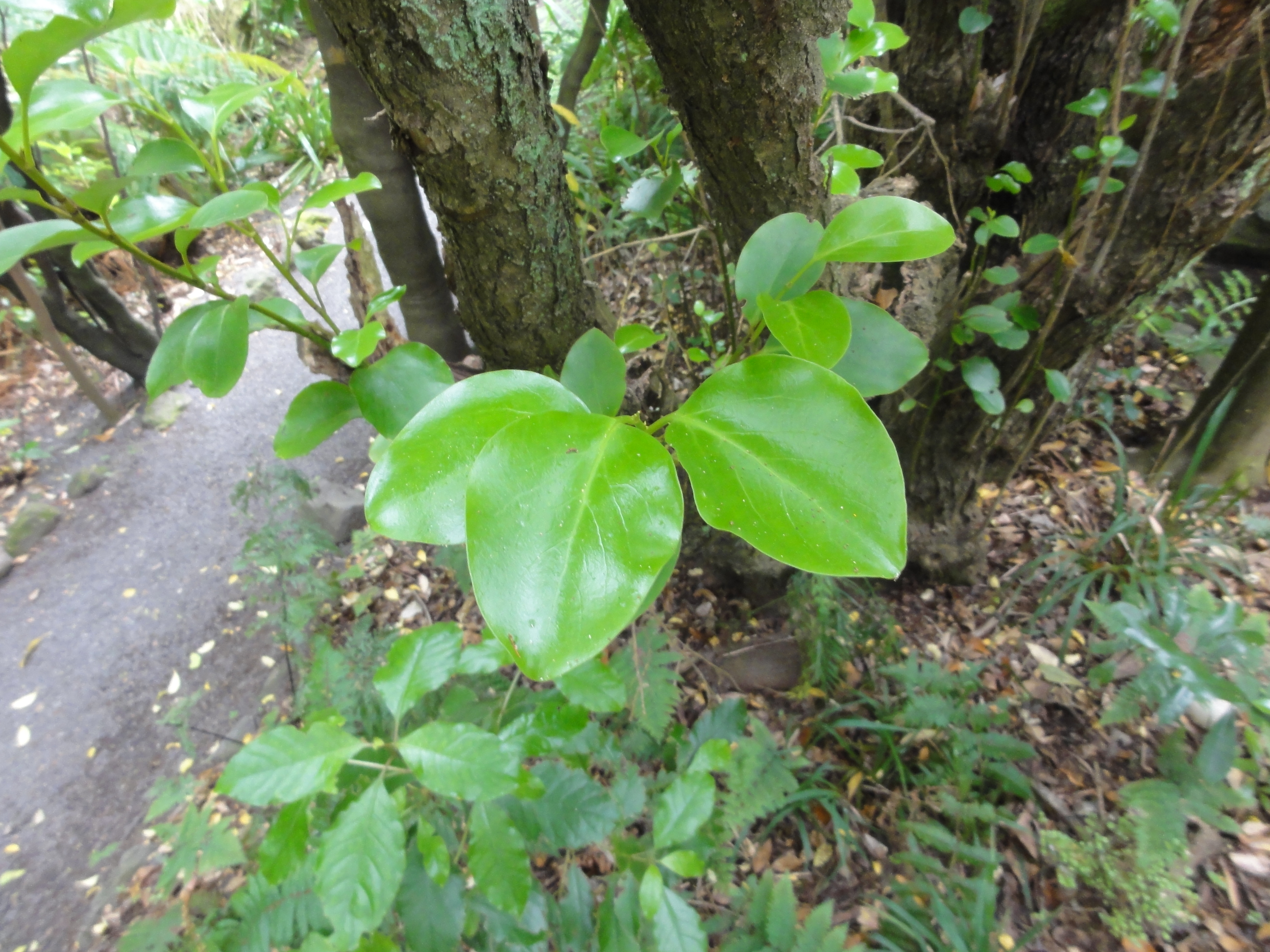